# Mała Syrenka (film 1989)

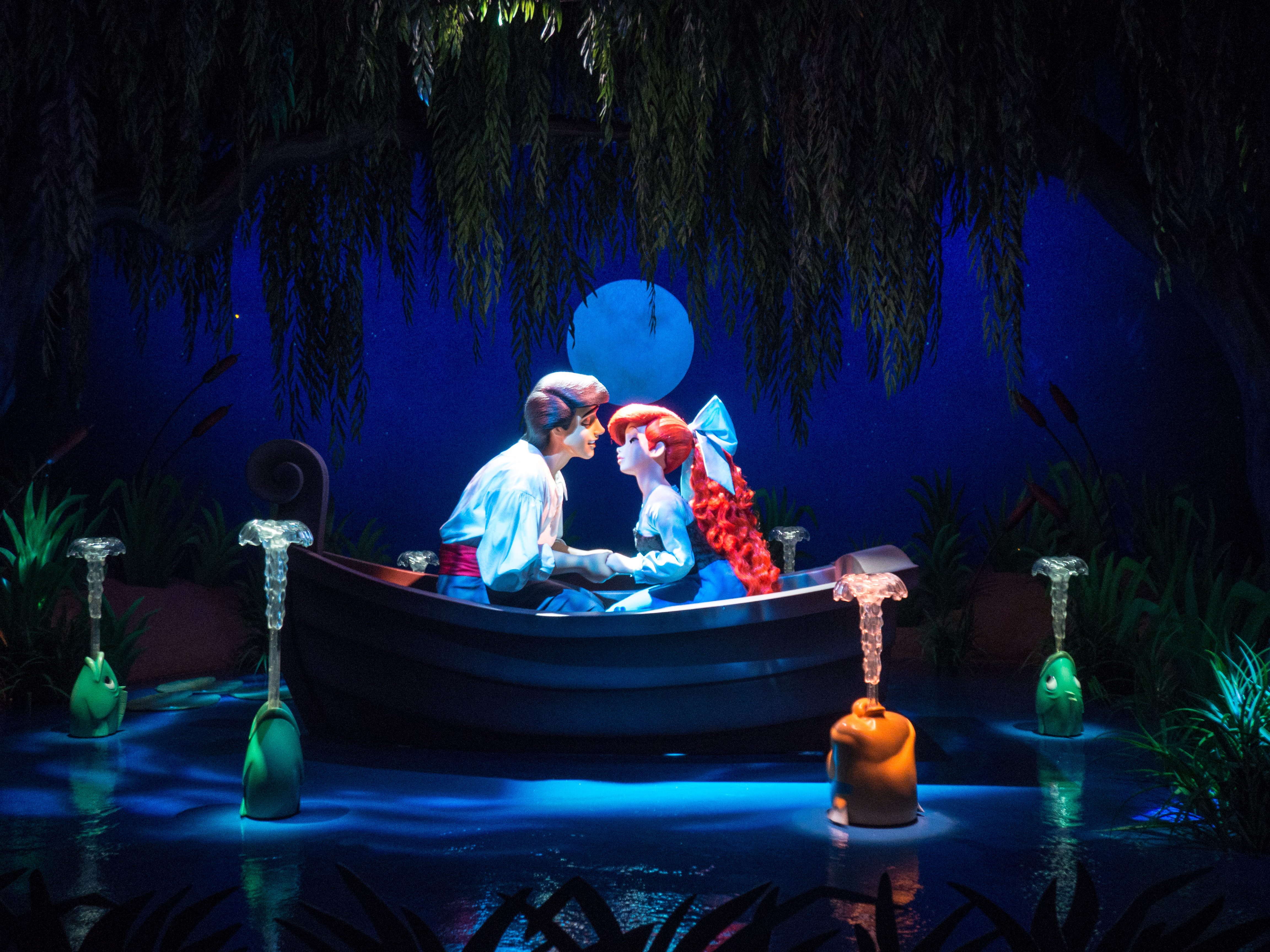
Podobizny Ariel i Eryka w parku rozrywki Disney California Adventure w Kalifornii

Mała Syrenka (ang. The Little Mermaid) – pełnometrażowy film animowany z 1989 roku, nawiązujący do baśni Mała Syrenka Hansa Christiana Andersena. Film został wyprodukowany przez wytwórnię filmową Walt Disney Pictures.
Serwis Rotten Tomatoes przyznał filmowi wynik 92%.
Film z polskim dubbingiem odbywał się premierowo 29 maja 1998 roku, dawniej w 1991 roku z dystrybucją ITI Cinema w wersji z lektorem. Film wydany na kasetach wideo w wersji lektorskiej. Film wydany na płytach DVD i Blu-Ray z dystrybutorem Imperial, CD Projekt i Galapagos Films. Film wyemitowany w telewizji na kanałach: Puls 2, Disney Channel, Polsat, HBO, HBO 2, HBO 3.
Na podstawie filmu w 1991 roku wydano grę komputerową The Little Mermaid.
W 2023 roku został wprowadzony do Narodowego Rejestru Filmowego Stanów Zjednoczonych jako film „znaczący kulturowo, historycznie bądź estetycznie”.

## Fabuła
Szesnastoletnia syrenka Ariel jest najmłodszą z siedmiu córek Trytona, króla mórz i oceanów. Syrenka jest zaciekawiona światem ponad powierzchnią wody, przez co popada w konflikt z ojcem. Pomimo jego zakazu wypływania na powierzchnię, nie posłuchała go. Gdy ukradkiem podgląda marynarzy tańczących na statku, rozpętuje się sztorm. Fale zatapiają statek, jednak prawie całej załodze udaje się uciec do szalup, z wyjątkiem przystojnego księcia Eryka, który próbuje ratować swojego psa. Zauroczona księciem Ariel ratuje mu życie, wyciągając go na brzeg. Gdy oszołomiony chłopak zaczyna dochodzić do siebie, jak przez mgłę zobaczył twarz Ariel, ale przede wszystkim usłyszy jej piękny głos. Syrenka musiała jednak uciekać, gdyż przestraszyła się psa księcia, który sprowadził ze sobą pomoc. Od tego czasu Eryk zakochuje się w nieznajomej, a w głowie wciąż słyszy jej śpiew.
Gdy Tryton dowiaduje się o tym, co zaszło, niszczy kolekcję przedmiotów należących do ludzi, którą zebrała Ariel. Zrozpaczoną dziewczynę postanawia wykorzystać Urszula, pół-kobieta, pół-ośmiornica, którą Tryton kiedyś wygnał z pałacu za zdradę. Podstępna wiedźma oferuje Ariel prostą umowę: da jej nogi na trzy dni, w zamian za jej głos. Jeśli w ciągu tego czasu książę ją pocałuje, zostanie człowiekiem na stałe. W innym przypadku już na zawsze będzie należeć do Urszuli. Mała syrenka zgadza się i – wiedząc, że przez to mogłaby już nie zobaczyć rodziny – podpisuje umowę. Z głębin wypływa na powierzchnię, gdzie odnalazła księcia.
Eryk w pierwszej chwili rozpoznaje w Ariel swoją wybawicielkę, jednak gdy okazuje się, że dziewczyna jest niemową, stwierdza, że chyba się pomylił. Mimo to zabiera ją do swojego pałacu pod swoją opiekę. Ariel powoli udaje się oczarować księcia dzięki swojej radości życia. Podczas romantycznej wycieczki łodzią prawie dochodzi do pocałunku, jednak Urszula, która za pomocą magii śledzi poczynania Ariel, wysyła swoje sługi mureny, które wywracają łódkę.
Nie chcąc dopuścić do powtórzenia się sytuacji, Urszula zmienia się w kobietę o imieniu Vanessa. Z pomocą głosu Ariel, zamkniętego w muszli, zaczarowuje księcia, który kazał natychmiast wyprawić wesele. Statek, na którym ma się odbyć uroczystość, wypływa w morze, a zrozpaczona Ariel pozostała na lądzie. Jej przyjaciel, mewa Blagier, przypadkiem odkrywa, kim jest tajemnicza narzeczona księcia. Z pomocą innych morskich stworzeń udaje się zakłócić uroczystość. Ariel natomiast udaje się dopłynąć do statku w momencie, gdy rozbija się muszla, w której Urszula trzymała jej głos. Uwolniony, powraca on do swojej właścicielki, a czar rzucony na księcia pryska. Padają sobie w ramiona, lecz w tym momencie zachodzi słońce, a Ariel z powrotem zmienia się  w syrenę. Rozwścieczona Urszula przybiera swoją prawdziwą postać i porywa syrenkę.
Tryton, poinformowany przez kraba Sebastiana, przybywa na miejsce, by nie dopuścić do realizacji kontraktu, który okazuje się nie do złamania. Urszula zgadza się wymienić jego córkę na niego samego, wraz z magicznym trójzębem. Tryton nie mając innego wyjścia, zgadza się i zostaje zamieniony w karłowatego stwora. Ariel nie chce się jednak poddać i przeciwstawia się wiedźmie. Książę Eryk ruszy jej na ratunek, ale Urszula zabiła przez przypadek swoje mureny, celując w księcia po tym jak dziewczyna ciągnęła wiedźmę za włosy. Rozwścieczona, za pomocą trójzębu powiększa się do olbrzymich rozmiarów. Ariel i Eryk znowu padają sobie na ramiona. Dziewczyna prosi Eryka, by uciekł, ale Książę odmawia ucieczki, ponieważ nie chce narazić swojej ukochanej na niebezpieczeństwo. Rozdziela zakochanych i wywołuje wir wodny, który podnosi z dna morza wrak statku księcia z ostrą belą na dziobie. Gdy Urszula strzelała z berła do Ariel, Eryk wspina się na pływający obiekt i skierowuje jego dziób w kierunku serca władczyni mórz, zanim ta zadała ostateczny cios syrence.
Śmierć morskiej wiedźmy przywraca postać wszystkim ofiarom jej niecnych układów. Tryton dostrzegłszy, że uczucie Ariel do człowieka jest prawdziwe, sam darowuje jej nogi. Krótko potem para bierze ślub, a król mórz i oceanów błogosławi młodej parze.

## Obsada głosowa
- Jodi Benson –
  - Ariel,
  - Vanessa
- Christopher Daniel Barnes – książę Eryk
- Samuel E. Wright – Sebastian
- Jason Marin – Florek
- Kenneth Mars – król Tryton
- Pat Carroll – Urszula
- Buddy Hackett – Blagier
- Paddi Edwards –
  - Mur,
  - Ena
- Ben Weight – Grimsby
- René Auberjonois – Louis
- Edie McClurg – Karlotta
- Kimmy Robertson –
  - Adella,
  - Arista,
  - Andrina,
  - Alana
- Caroline Vasicek –
  - Aquata,
  - Attina

## Wersja polska

### Lektor (1991)
Wersja wydana na VHS z polskim lektorem Markiem Gajewskim i angielskim dubbingiem z 1991 roku.

### Lektor (2006)
- Dystrybucja: Walt Disney Home Entertainment. Lektor: Maciej Gudowski.

### Dubbing (1998)
Opracowanie wersji polskiej: na zlecenie Disney Character Voices International – Studio Sonica

Reżyseria: Krzysztof Kołbasiuk

Dialogi polskie: Elżbieta Łopatniukowa

Dźwięk i montaż: Sławomir Czwórnóg

Teksty piosenek: Marek Robaczewski

Kierownictwo muzyczne: Marek Klimczuk

Kierownictwo produkcji: Beata Kawka

Opieka artystyczna: Mariusz Arno Jaworowski

Wystąpili:
- Beata Jankowska-Tzimas – Ariel
- Jacek Kopczyński – książę Eryk
- Emilian Kamiński – Sebastian
- Maciej Kłos – Florek
- Włodzimierz Bednarski – król Tryton
- Stanisława Celińska – Urszula
- Ryszard Nawrocki – Blagier
- Jacek Jarosz –
  - Mur,
  - Ena
- Wiesław Machowski – Grimsby
- Krzysztof Kołbasiuk – Louis
- Janina Traczykówna – Karlotta
- Joanna Pach – Adella
- Magdalena Cielecka – Arista
- Katarzyna Łaska – Andrina
- Beata Wyrąbkiewicz – Alana
- Magdalena Krylik-Gruziel – Aquata
- Katarzyna Skrzynecka – Attina
- Andrzej Arciszewski – arcybiskup

Wykonanie piosenek:
- „Pieśń marynarzy” – Jacek Bończyk, Dariusz Odija, Wojciech Paszkowski
- „Syreni śpiew” – Olga Bończyk, Jolanta Mrotek, Agnieszka Piotrowska, Katarzyna Zygmunt
- „Naprawdę chcę” – Beata Jankowska-Tzimas
- „Na morza dnie” – Emilian Kamiński oraz Jacek Bończyk, Dariusz Odija, Wojciech Paszkowski
- „Wyznanie Urszuli” – Stanisława Celińska
- „Les Poissons” – Krzysztof Kołbasiuk
- „Całuj ją” – Emilian Kamiński oraz Jacek Bończyk, Dariusz Odija, Wojciech Paszkowski
- „Naprawdę chcę” (wersja pod napisy końcowe) – Renata Dąbkowska dzięki uprzejmości firmy PolyGram Polska

## Geneza
Z pomysłem zrealizowania Małej Syrenki Walt Disney nosił się jeszcze przed powstaniem Królewny Śnieżki. Baśń Andersena wydawała mu się świetnym tematem na film animowany, jednakże projekt ten odłożył. Wrócił do niego podczas prac nad Fantazją, ale znów wkrótce zarzucił rozpoczęte rysunki.
Po śmierci Disneya, na początku lat 80., jego bratanek Roy natknął się na nieskończone prace do Małej Syrenki. Wytwórnia, której był współudziałowcem, podjęła temat. W tym czasie studio Disneya przeżywało zapaść finansową po serii nieudanych produkcji, uważano, że tylko „nadzwyczajne wydarzenie” może uratować firmę od bankructwa. Tym wydarzeniem była Mała Syrenka, która była wielkim sukcesem kasowym od pierwszych dni wyświetlania w kinach.
Mała Syrenka była pierwszą animacją, w której zastosowano efekty komputerowe (bąbelki, falowanie wodorostów). Muzykę do filmu napisał debiutujący w tym gatunku Alan Menken, któremu później powierzono stworzenie muzyki do produkcji, takich jak m.in.: Piękna i Bestia (1991), Aladyn (1992) oraz Pocahontas (1995). Dwie piosenki z filmu, które napisali Howard Ashman, Alan Menken oraz Robert Kraft, zostały nominowane do nagrody Amerykańskiej Akademii Filmowej; były to: „Kiss the Girl” i „Under the Sea”, która została uhonorowana nagrodą.
Mała Syrenka ma niewiele wspólnego z literackim pierwowzorem. Wartka akcja i pogodny charakter wyparły melancholię i tragiczne wątki andersenowskiej baśni. Wycięto motyw ceny, jaką musiała zapłacić syrenka za możliwość życia na lądzie, zmienione zostało samo zakończenie, a film, zgodnie z kanonami amerykańskiego kina sukcesu, kończy się happy endem, tj. ślubem syrenki i księcia. Głównej bohaterce realizatorzy filmu nadali imię Ariel, która jest nazwą specjalnej farby używanej przez twórców filmu do kolorowania włosów syrenki.

## Kontynuacje i remaki
Na podstawie filmu powstał 31-odcinkowy serial animowany Mała Syrenka (1992–1994) stanowiący jego prequel. W 2000 roku powstała kontynuacja filmu pt. Mała Syrenka 2: Powrót do morza, a w 2008 roku – midquel pt. Mała Syrenka: Dzieciństwo Ariel.
Film aktorski pod tym samym tytułem powstał w 2023 roku.

## Nawiązania
- W komiksie Silver Surfer (vol. 8) #1, jeden z Hordaksów po wykradzeniu ziemskiej kultury przybiera wygląd Ariel[5].
- W filmie animowanym Miss Kraken. Ruby Gillman (2023), Chelsea Van Der Zee jest wizualnie bardzo podobna do Ariel[6].